# Netflix
Netflix est une entreprise internationale américaine active dans le secteur de l'industrie du divertissement. Fondé en 1997 à Scotts Valley par Reed Hastings et Marc Randolph, le groupe est spécialisé dans la distribution et l'exploitation d'œuvres cinématographiques et télévisuelles, notamment par le biais d'une plateforme destinée au service de vidéo à la demande. Son siège social se situe à Los Gatos en Californie. Initialement, l'entreprise est uniquement présente dans le secteur de l'exploitation commerciale, par la fourniture d'un service en ligne de location et d'achat de DVD, livrés à domicile. Elle propose ensuite la location de ces vidéos, moyennant un abonnement mensuel. Le service de vidéo à la demande par abonnement est lancé en 2007. Depuis, l'entreprise s'est lancée dans la distribution d'un grand nombre de films et de séries télévisées ainsi que de créations originales, auxquelles elle consacre des investissements importants.
Netflix appartient aux entreprises dites des « géants du Web » et fait l'objet de débats quant à sa légitimité dans le secteur d'activité du divertissement, car elle est issue de la technopole de la Silicon Valley et non pas du berceau historique du cinéma américain de Los Angeles, à Hollywood.
Pionnière dans le secteur de la vidéo à la demande par abonnement, Netflix est concurrencée notamment en France et dans le monde, par d'autres entreprise du cinéma et de la télévision ainsi que des télécommunications et du commerce électronique. L'entreprise participe à des méthodes de consommation et de production des contenus audiovisuels de plus en plus tournées vers la délinéarisation. En juin 2025, Netflix est le vingt-et-unième site web le plus visité au monde.

## Historique
La société Netflix dont la dénomination provient de la contraction des deux mots « Internet » et « flix », second terme familier désignant un « film » en anglais, est fondée en 1997 par Reed Hastings et Marc Randolph, après que le premier ait revendu pour 75 millions de dollars sa jeune pousse Pure Software, un éditeur d'un logiciel de débogage.
Le cofondateur Reed Hastings déclare que l'idée de Netflix lui serait venue à la suite du versement de pénalités pour ne pas avoir rendu une cassette assez tôt, lors de sa location dans un vidéoclub. Toutefois l'autre cofondateur affirme que les deux entrepreneurs ont imaginé le concept ensemble, lors d'une conversation en voiture. À l'origine, ils envisagent de proposer la location des vidéocassettes mais en raison de la difficulté d'expédition postale de ce support, ils se tournent vers le format DVD, en plein essor à cette époque. L'entreprise lance ainsi son activité de location de DVD par abonnement mensuel en 1999, alors que le secteur du commerce électronique n'en est qu'à ses débuts. Au tout début du XXIe siècle, alors qu'elle subit des difficultés financières, Netflix propose à la chaîne de magasins Blockbuster Video d'entrer dans son capital, à hauteur de 49 %, ce que le distributeur refuse, en profitant pour lancer sa propre offre de location de DVD mensuelle. 

## Entrée en bourse et développements
En 2002, Netflix est introduite à la bourse de New York NASDAQ sous l'indice NFLX, ce qui lui permet d'obtenir 82 millions de dollars. Le cofondateur, Marc Randolph quitte la société en 2004. La location de films en vidéo-à-la-demande sur ordinateur débute en 2007, tandis que l'accès au service est peu à peu commercialisé sur divers terminaux, tels que des décodeurs satellite et câble, lecteurs de disques Blu-ray, consoles de jeu, téléviseurs connectés, smartphones et tablettes.

Régions dans lesquelles la plateforme de flux continu de Netflix est disponible depuis 2015.
Disponible
Indisponible

Dans les années 2010, l'entreprise connaît un développement important. Premièrement, au niveau géographique, Netflix étend la disponibilité de son service dans le monde entier. L'expansion géographique de l'offre de services de Netflix a lieu d'abord au Canada en 2010, en Amérique du Sud, dans les Caraïbes, puis en Europe anglophone et nordique en 2011, aux Pays-Bas (pays où se trouve le siège social européen de l'entreprise depuis 2016) en 2013, en Europe de l'Ouest (France, Belgique, Suisse, Allemagne, Autriche) en 2014, puis en Espagne, au Portugal et en Italie ainsi qu'en Océanie et au Japon en 2015 pour être finalement disponible dans le monde entier en 2016, excepté en Chine. En 2017, Netflix autorise alors l'entreprise chinoise iQiyi à diffuser certains de ses contenus exclusifs afin d'assurer sa présence en Chine. Deuxièmement, le nombre de clients de Netflix ne cesse de croître au cours de la décennie, atteignant 44,4 millions d'abonnés payants en 2013, plus de 48 millions en 2014, 70,84 millions en 2015[réf. nécessaire], 89,09 millions 2016, 110,64 millions en 2017, 139,26 millions en 2018, 158,33 millions 2019, pour enregistrer en 2020 plus de 200 millions d'abonnés payants. Finalement, le contenu disponible sur la plateforme s'étoffe au cours de cette période.

## Acquisitions de contenus puis diversification
Netflix acquiert les droits d'exploitation de plusieurs séries à succès populaire, ce qui inclut par exemple les séries Star Trek, La Quatrième Dimension, Twin Peaks et Mad Men en 2011, puis Star Wars: The Clone Wars en 2013. La même année, Netflix, ABC Studios et Marvel Television (filiales de The Walt Disney Company) nouent un partenariat pour que la première distribue en exclusivité des séries télévisées coproduites par ABC Studios et Marvel Television avec un budget initial de 200 millions de dollars pour soixante épisodes mettant en scène les héros de comic books Daredevil et Jessica Jones à partir de 2015, Luke Cage en 2016, puis Iron Fist, les Défenseurs et Punisher en 2017. La première série exclusivement distribuée sur la plateforme est le drame américain House of Cards diffusé à partir de 2013. En France, les droits de diffusion ont été accordés à Canal+ avant que Netflix n'y soit disponible en 2014.
À la fin de la décennie 2010, Netflix procède à un changement radical dans sa stratégie de distribution et diversifie ses activités. En 2018, elle projette trois de ses films en avant-première au cinéma avant de les proposer à ses abonnés sur Internet. Cette nouvelle orientation vise à entrer dans le giron de l'Académie des Oscars pour attirer des réalisateurs ou d'acteurs célèbres, ne souhaitant participer à des films que s'ils sont censés être récompensés. L'opération représente un moyen pour Netflix de radoucir ses relations avec Hollywood et l'industrie cinématographique traditionnelle. En parallèle, Netflix se lance en 2017 dans le développement et l'édition de jeux vidéo, avec un premier jeu inspiré de la série Stranger Things, Stranger Things: The Game, développé pour smartphones. Puis la plateforme édite en 2019 le jeu Stranger Things 3: The Game pour consoles de salon.
En novembre 2019, le ministre français de la culture Franck Riester reproche publiquement à Netflix de ne pas apporter de contributions significatives dans la production audiovisuelle française. Dès lors Netflix inaugure le 17 janvier 2020, son premier bureau à Paris, situé proche de l'opéra Garnier. L'installation coïncide avec un accord passé entre Netflix et le gouvernement français, impliquant davantage de soutien pour les productions françaises. Un total de 100 millions d'euros doivent être investis dès l'année 2020, pour un objectif de 20 créations par an, contre seulement 24 au cours des six dernières années. 

## Politique commerciale, pertes d'abonnés et publicité
À partir de juillet 2020, Netflix prend la décision de résilier de manière automatique les comptes inactifs, le but étant de ne plus facturer les abonnés dont le compte affiche une période d'inactivité de plus de 2 ans,. En 2021, Netflix acquiert les droits de diffusion de deux suites du film À couteaux tirés de Rian Johnson, toujours avec l'acteur Daniel Craig dans le rôle du détective. Le budget de ce projet s'élève à 400 millions de dollars. En 2021, Netflix lance une boutique en ligne de produits dérivés de ses films et séries phares aux États-Unis. En 2021, Netflix lance Netflix Games (Netflix Jeux en français) avec cinq jeux mobiles d'abord disponibles seulement sur Android, puis pour iOS. Ils sont gratuits et exclusivement réservés aux abonnés, sans publicités et sans achats intégrés. En novembre 2021, Netflix annonce la sortie de deux nouveaux jeux : Asphalt Xtreme et Bowling Ballers. Une vingtaine de jeux supplémentaires sont annoncés en juin 2022 : Reigns: Three Kingdoms, Wild Things, La casa de papel, Mahjong Solitaire, Raji, Spiritfarer, Shadow and Bone: Destinies, Poinpy, Immortality, 'Terra Nile, Before Your Eyes, The Queen's Gambit Chess, Nailed It! Baking Bash, Hello Kitty Happiness Parade, Lucky Luna, Oxenfree, Desta: The Memories Between, Kentucky Route Zero et Too Hot to Handle.
Cette stratégie marque un coup d'arrêt relatif car durant le premier trimestre 2022, Netflix perd 200 000 abonnés dans le monde pour la première fois depuis plus de 10 ans. Cette diminution se produit bien que la direction a prévu d'en gagner 2,5 millions supplémentaires. Ces mauvais résultats engendrent une baisse du cours de son action. Ce résultat dégradé en nombre d'abonnés s'expliquerait par l'arrêt de ses activités en Russie en mars 2022; cette décision lui ayant fait perdre 700 000 abonnés. Le résultat proviendrait aussi des difficultés du groupe à acquérir de nouveaux abonnés dans toutes les régions du monde. Cette tendance doit s'accentuer au second trimestre 2022, puisque Netflix prévoit de perdre 2 millions d'abonnés au cours de ce trimestre. Dès lors, Netflix licencie 175 employés à temps plein et contractuels. 
En octobre 2022, Netflix officialise le lancement de son abonnement avec publicité pour 5,99 $ canadiens ou 5,99 € par mois. L’abonnement est lancé en novembre 2022 et contient 5 minutes de publicité par heure,. En mars 2023, le projet d'un film Paris Paramount est abandonné car considéré comme trop coûteux. En avril 2023, Netflix annonce la fin de son service postal de location de DVD,. Début novembre 2023, un an après le lancement de l'offre Netflix avec publicité, la formule compte 15 millions d'utilisateurs mensuels actifs. En janvier 2024, Netflix annonce que son offre avec publicité compte 23 millions d'abonnés mensuels actifs et que 40 % des nouveaux abonnés choisissent la formule avec publicité. En juillet 2024, Netflix annonce le gain de plus de 8 millions d'abonnés lui permettant d'atteindre les 277 millions d'abonnés dans le monde.

## Activités
Les activités principales de Netflix sont l'exploitation et la distribution de films et de séries télévisées. Elle a majoritairement recours à la diffusion d'œuvres déjà sorties au cinéma ou déjà diffusées à la télévision. L'entreprise détient aussi les licences de contenus qu'elle distribue en exclusivité. Ceux-ci, appelés « Netflix Originals », ne représentent en 2023 que 16 % du contenu proposé par la plateforme. En distribuant ces contenus, l'entreprise négocie avec les sociétés de production la diffusion exclusive dans tous les pays et l'absence d'exploitation commerciale en DVD en contrepartie de la couverture des coûts de production. Dans d'autres cas, Netflix acquiert les droits de diffusion d'un contenu en exclusivité sur des marchés où celui-ci n'est pas déjà diffusé, ce qui lui vaut l'appellation de « Netflix Original » sur ce marché.
L'expression « programme original Netflix », souvent utilisée pour parler du contenu de cette plateforme, ne signifie pas forcément que le programme est produit par Netflix, mais est identifié comme « Original Netflix », soit distribué exclusivement sur les sites de streaming par Netflix, dans certains pays ou sur l'ensemble des territoires où la plateforme est disponible. À travers le succès planétaire de certains de ses programmes originaux, films ou séries, Netflix, qui possède également ses propres studios de tournage et d'animation et diffuse des productions de nombreux pays dans leur langue originale (comme en 2021, la série française Lupin ou la série sud-coréenne Squid Game), connaît une certaine croissance de son nombre d'abonnés dans le monde au début des années 2020, lequel en dépit d'un ralentissement d'activité, dépasse 220 millions en 2022, avec plus de 5 000 programmes et un nouvel abonnement moins cher, mais soumettant le spectateur à de la publicité.
Depuis le lancement de sa plateforme, Netflix propose une offre qui se différencie en fonction de la localisation de ses abonnés. En effet, le catalogue de films et de séries varie d'un pays à l'autre, ainsi que le prix de l'abonnement, en vertu de la législation de diffusion locale,. Ainsi, en 2016, les États-Unis se placent en première position avec un catalogue proposant plus de 5 700 films et séries tandis que le Maroc, dernier de la liste, en compte moins de 160. La Belgique et la France se classent dans la moyenne avec environ 1 850 titres. Il existe plusieurs raisons à ces différences de restrictions territoriales, notamment les préférences locales qui ont pour effet qu'un film puisse plaire dans un certain pays, mais pas dans un autre, les licences partagées par plusieurs propriétaires qui disposent des droits de diffusion, les accords signés permettant à certains pays de profiter d'un film ou d'une série avant d'autres et enfin, le fait que la vente des droits pour un film ou une série n'est pas toujours possible dans certains pays et il est alors impossible pour Netflix d'acheter la licence. Afin d'obtenir un catalogue plus étoffé, certains abonnés contournent cette différenciation de l'offre en utilisant un « réseau privé virtuel » (ou VPN) qui permet de ne pas dévoiler leur adresse IP et d'indiquer le pays de leur choix comme lieu de résidence. Selon Reed Hastings, la solution à l'utilisation de VPN serait de proposer un même catalogue dans le monde entier, afin d'ensuite se concentrer sur des problèmes plus dérangeants et pressants, comme le piratage.

## Données économiques

### Actionnaires de la société
L'actionnariat majoritaire de Netflix est essentiellement constitué d'investisseurs institutionnels, de fonds de pension et de fonds d'investissements.
Liste des principaux actionnaires au 13 novembre 2021 :
| Nom                                                          | Nombre d'actions | Pourcentage |
| ------------------------------------------------------------ | ---------------- | ----------- |
| The Vanguard Group                                           | 31 506 597       | 7,12 %      |
| Capital Research & Management (investisseurs globaux)        | 29 577 402       | 6,68 %      |
| Capital Research & Management (investisseurs internationaux) | 19 206 004       | 4,34 %      |
| Fidelity Management & Research                               | 17 424 274       | 3,94 %      |
| T. Rowe Price Associates (Investment Management)             | 17 204 967       | 3,89 %      |
| SSgA Funds Management                                        | 16 112 594       | 3,64 %      |
| Capital Research & Management (investisseurs mondiaux)       | 13 180 745       | 2,98 %      |
| East Peak Advisors                                           | 10 500 000       | 2,37 %      |
| Icahn Associates Holding                                     | 9 883 482        | 2,23 %      |
| BlackRock Fund Advisors                                      | 9 484 681        | 2,14 %      |

### Chiffre d'affaires
Le graphique qui aurait dû être présenté ici ne peut pas être affiché car il utilise l'ancienne extension Graph, désactivée pour des questions de sécurité. Des indications pour créer un nouveau graphique avec la nouvelle extension Chart sont disponibles ici.

## Direction de la société

### Équipe de direction
- Directeurs généraux : Ted Sarandos et Greg Peters
- Directrice des ressources humaines : Jessica Neal
- Directrice marketing : Jackie Lee-Joe
- Responsable de la communication : Rachel Whetstone
- Directeur juridique, secrétaire général : David Hyman
- Directeur des produits : Greg Peters
- Directeur financier : Spencer Neumann
- Directeur des programmes : Ted Sarandos

### Conseil d'administration
- Président du directoire : Jay Hoag
- Membres : Richard Barton, Mathias Döpfner, Timothy Haley, Reed Hastings, Leslie Kilgore, Ann Mather, Susan Rice, Brad Smith, Anne Sweeney
- Anciens membres : Rodolphe Belmer[53]

Note : les informations de cette section proviennent du site Web de Netflix Inc. consacré aux relations avec les investisseurs.

## Analyse de la société

### Netflix et les nouvelles formes de consommation
La consommation de vidéo-à-la-demande par abonnement étant l'une des possibilités de consommation délinéarisée du contenu (le spectateur regarde ce qu'il veut, quand et où il veut, sur le support qu'il veut) au même titre que la télévision de rattrapage, elle rend possible le visionnage à tout instant, à l'inverse de la consommation par le câble. D'un point de vue sociologique, le visionnage des contenus sur Netflix participe à l'émergence d'un nouveau mode de consommation des séries télévisées. En effet, l'entreprise favorise la pratique du visionnage boulimique (« binge-watching » en anglais), qui existe cependant depuis les années 1990 et le développement du DVD, en mettant régulièrement à disposition de ses clients l'intégralité d'une saison en une seule fois. En conséquence, le format des épisodes de séries télévisées s'en trouve modifié avec des possibilités comme le saut du résumé de l'épisode précédent ainsi que du générique de début et de fin,.

### Stratégies de communication

Affiche publicitaire de Netflix pour promouvoir la série How to Sell Drugs Online (Fast) à Fribourg-en-Brisgau.

Netflix fait souvent appel à des moyens hors du commun pour sa communication. L'entreprise couvre tous les supports médias (télévision, presse, cinéma, etc.) et hors-médias (réseaux sociaux, événements) lui permettant de communiquer, le plus souvent sur son contenu original.
En premier lieu, l'une des techniques les plus employées par Netflix au sein de sa stratégie de communication et de sa stratégie marketing est l'appel à la nostalgie. En effet, à travers le choix de ses programmes diffusés ou de ses propres programmes, Netflix a su profiter des tendances émergentes dans le secteur de l'audiovisuel ou, plus généralement, dans le secteur des arts. Dans le choix du catalogue de diffusion, on peut ressentir cette influence au niveau des contenus destinés à la jeunesse, où la génération des 18-25 ans d'aujourd'hui peut trouver du contenu qu'elle a vu dans son enfance. Piqûre de rappel ou manière d'utiliser l'affect des clients pour provoquer en eux un sentiment d'appartenance ou, du moins, de proximité. Citons comme exemple Le Bus magique et sa suite, distribué exclusivement par Netflix. Au niveau des œuvres signées Netflix, cette influence peut être ressentie au point de vue tant du contenu que du traitement apporté à la vidéo. Ainsi, on retrouve des références au XXe siècle dans plusieurs programmes, tels que Stranger Things, Glow, ou encore Les Demoiselles du téléphone.
En second lieu, la présence de Netflix dans le paysage publicitaire se traduit par plusieurs opérations comme le print advertising (la publicité imprimée) grâce auquel Netflix se démarque par des campagnes de publicité audacieuses. En avril 2015, à Paris, en collaboration avec l'agence de publicité américaine Ogilvy & Mather, Netflix lance ainsi une campagne incitant la population à contourner la loi pour promouvoir sa série Better Call Saul. Elle a également recours au street marketing par le biais de spots publicitaires disposés dans des lieux publics afin de persuader les passants de découvrir de quoi il est question dans la série mentionnée sur les affiches. En février 2017, peu après la sortie de la fonctionnalité « ciseaux » sur l'application Snapchat, Netflix lance une campagne « out of home » mêlant affichage et réseaux sociaux, permettant de faire des faceswaps (superposition de la tête d'une autre personne sur la sienne) avec les personnages de leurs programmes. À Paris, cette campagne met en scène des héros de programmes originaux Netflix, notamment le comédien Gad Elmaleh. Netflix organise enfin des événements dans les lieux publics dans le but de mieux faire connaître ses services, comme en juin 2015, en collaboration avec l'agence Ubi Bene, où une prison en plein air est conçue pour promouvoir la série Orange Is the New Black.
En dernier lieu, Netflix emploie d'autres moyens de marketing comme le teasing (grâce à sa popularité sur les médias sociaux, Netflix peut compter sur les sites de réseautage dans l'espoir de tenir les utilisateurs au courant des dernières informations liées à leurs séries favorites), le partage de compte (même si une personne ne possède pas un compte Netflix, il est possible qu'elle puisse emprunter les identifiants d'un membre pour accéder au contenu, ce qui est surtout observable auprès des jeunes, chez qui une personne n'ayant pas accès au service adopterait davantage l'envie d'intégrer la communauté), la recommandation individuelle (le système de Netflix étant basé sur les algorithmes, l'entreprise cherche à organiser les séries affichées dans l'interface de l'accueil en fonction des goûts de chaque utilisateur, en passant par son historique, ce qui lui permet de développer des séries qui satisferaient les attentes des consommateurs) et finalement les partenariats (la firme noue également des partenariats avec d'autres marques comme en 2017 avec la boutique Alternative Herbal Health de San Francisco pour distribuer douze souches de cannabis inspirées de ses séries).

### Environnement technique et humain
Pour passer d'un service de location de DVD à un fournisseur dynamique de contenu hors ligne en flux continu en une dizaine d'années, Netflix a su développer et proposer des solutions innovantes dans des domaines variés.
Sa politique de gestion des ressources humaines présente des aspects inédits, par le recrutement d'« adultes responsables » très bien rémunérés, l'abandon du principe d'évaluation annuelle au profit d'une évaluation continue ainsi qu'une liberté donnée dans les activités et les congés illimités au choix du collaborateur. Aussi, Netflix se montre généreux en matière d'indemnités de départ. De plus, l'organisation de ses programmes informatiques est agile, Netflix est à l'origine de nombreux outils mis à disposition en open source (Nebula, un ensemble de plugins pour le logiciel Gradle qui permet de construire des applications en Java ; Aminator, un outil de création d'image AMI pour Amazon Web Services ; Spinnaker, un outil de déploiement multi-cloud qui s'intègre à la majorité des fournisseurs d'informatique en nuage ; Chaos Monkey et la Simian Army, une suite d'outils permettant de simuler des pannes en environnement réel et de vérifier que le système informatique continue à fonctionner (permettant de livrer en continu tout en garantissant la qualité de service) pour garantir la qualité d'expérience de son service de streaming. Netflix a mis en place le programme Open Connect, ensemble de partenariats avec les fournisseurs d'accès à Internet afin de livrer son contenu de la façon la plus efficace qui soit. Aussi, depuis 2015, l'entreprise américaine est aidée techniquement par le CNRS, à travers le Laboratoire des Sciences du Numérique de Nantes (LS2N) concernant la compression vidéo. En mars 2017, lors du Congrès mondial de la téléphonie mobile de Barcelone, Netflix a présenté le nouvel outil de codage vidéo réalisé au LS2N, qui offre une haute qualité d'image avec un débit de 100 kilobits par seconde, soit 40 fois plus faible que celui de la télévision en haute définition (HD) et compatible avec la plupart des réseaux de téléphonie mobile.

### Fonctionnement de la plateforme
La plateforme de Netflix fonctionne grâce à un programme de reconnaissance de mots-clés. Chaque contenu est associé à une quinzaine de mots-clés permettant de l'identifier et de le retrouver. Ce système permet également de générer des recommandations personnalisées, chaque utilisateur étant associé à des mots-clés en fonction des contenus qu'il consomme. Ainsi lorsqu'un utilisateur se voit recommander un contenu, parce qu'il est associé aux mêmes mots-clésn qu'un utilisateur l'ayant visionné. De plus, les vignettes des contenus changent d'un utilisateur à un autre pour déterminer lesquelles sont les plus efficaces pour inciter à regarder du contenu.
Par ailleurs, ce mécanisme de recommandation est amélioré grâce à six autres algorithmes. Le premier classe les contenus les plus populaires sur la page d'accueil de l'utilisateur. Le second trie les contenus que l'utilisateur pourrait désirer voir, tandis que le troisième affiche les contenus connaissant des pics de popularité selon les périodes (Noël, Saint-Valentin, etc.). Le quatrième incite l'utilisateur à poursuivre les programmes qu'il a déjà commencés. Le cinquième établit la similitude entre un contenu et ceux déjà visionnés par l'utilisateur et enfin, le dernier détermine l'ordre d'affichage des contenus sur la page d'accueil.
En octobre 2020, Netflix souhaite désactiver par défaut la fonction « Vous êtes encore là ? » apparaissant lorsqu'un utilisateur enchaine plusieurs épisodes sur la plateforme.
En mai 2025, Netflix a lancé un flux vertical sur mobile, inspiré des usages des réseaux sociaux, laissant entrevoir un possible intérêt pour le format duanju'.

### Impact environnemental et poids dans le trafic mondial
En 2018, Jones estime, dans le Journal Nature que Netflix représente plus du tiers du trafic Internet aux États-Unis, ce qui implique une consommation d'énergie importante, couplée à d'importantes émissions de gaz à effet de serre. Dans le monde, l'utilisation de services de vidéo-à-la-demande (tels que Netflix) libèrerait environ 100 millions de tonnes de dioxyde de carbone chaque année, soit environ 0,3 % des émissions mondiales, ou autant de CO2 par an que le royaume de Belgique. De plus, en 2017, aucune évaluation précise n'est possible, car - contrairement à d’autres plateformes de streaming vidéo - Netflix ne publie toujours pas de rapports réguliers sur sa consommation d’énergie, ses émissions de gaz à effet de serre ou le bouquet énergétique réel de ses activités mondiales et jusqu'alors, Netflix ne s'est jamais publiquement engagé à utiliser les énergies renouvelables.
Selon le rapport The Global Internet Phenomena publié par la société américaine Sandvine en 2018, Netflix représente 15 % du trafic Internet mondial, devant YouTube (11,35 %). Le taux s'élève à 19,1 % du trafic aux États-Unis. Sandvine salue toutefois la technologie de compression de la plateforme et assure que sans elle « Netflix pourrait facilement consommer trois fois plus de volume et 40 % du trafic en permanence ». En 2019, selon le nouveau rapport de Sandvine, Netflix reste en tête avec 12,60 % du trafic internet entrant au niveau mondial, contre 12,33 % pour Google, 8,14 % pour Facebook, 5,42 % pour Microsoft, 3,65 % pour Apple et 3,15 % pour Amazon.
À l'Université de Bristol, un groupe de chercheurs (Schien, Preist, Shabajee) cherchent à modéliser l’impact carbone du streaming (via un modèle baptisé DIMPACT) en lien notamment avec Netflix. Dans un document publié le 11 juin 2021 par Netflix, Emma Stewart (chargé de la soutenabilité chez Netflix) et Daniel Schien, professeur associé en informatique à Bristol, dans un article co-écrit, estiment que l’empreinte carbone moyenne d’une heure de streaming vidéo en Europe en 2020 ne serait 'que' d'environ 55 grammes de CO2e (équivalent CO2), un chiffre très inférieur aux estimations précédentes et correspondant au CO2 émis pour faire bouillir une bouilloire électrique moyenne à trois reprises. En 2019, le Shift Project estime qu'une heure de streaming vidéo correspondrait en moyenne à 100 gCO2. 
Selon George Kamiya (expert auprès de l'AIE) en 2021, l’empreinte carbone moyenne de 30 min d'écoute en streaming de Netflix « équivaut à parcourir environ 100 mètres dans une voiture conventionnelle ». Selon cet auteur, les données mise à jour le 11/12/2020 par l'AIE montrent une nette amélioration de l’intensité énergétique des centres de données et des réseaux de transmission : deux ans plus tôt, une heure de vidéo en streaming engendre environ 36 g de CO2 (contre 82 g de CO2 si l'on se base sur les données antérieures. Le Shift Project a intégré ces données nouvelles dans ses calculs en juin 2020, ainsi que d’autres estimations récentes citées par les médias et a répondu à George Kamiya (le 15 juin 2020), après avoir corrigé une erreur de bitrate (un chiffre erroné cité par erreur lors d'une interview, mais qui ne figure pas dans les rapports du Shift Project, dont les résultats ne sont pas selon lui contestés. Le Shift Project appelle à plus de transparence et de précision dans les données de la part de plate-forme de streaming et à la poursuite des évaluations d'empreinte carbone de la part des scientifiques.

#### En France
En France en 2018, selon le rapport annuel de l'Autorité de régulation des communications électroniques et des postes (ARCEP) sur l'état d'Internet, 22,4 % du trafic Internet enregistré par les quatre principaux fournisseurs d'accès (Orange, SFR, Bouygues Telecom et Free) se fait ainsi à destination de Netflix à cette date, contre 15 % du trafic en 2017 et moins de 10 % en 2016. En juin 2020, la plateforme centralise environ 25 % du trafic en France en utilisant son propre réseau. En 2023, Netflix est le site utilisant le plus de trafic en France avec 19,7% du trafic national.

### Netflix face à une concurrence grandissante
Avec l'arrivée de Netflix, la fréquence de visionnage sur les plateformes de flux continu a largement augmenté. D'après une étude réalisée par le cabinet ComScore, près de la moitié des habitants aux États-Unis visionnent Netflix quotidiennement, l'autre moitié s'adonnant aux plateformes concurrentes. L'audience relative aux chaînes de télévision s'en voit ainsi compromise, le fait étant que la période moyenne propre au visionnage des programmes Netflix coïncide avec une plage horaire généralement exploitée par les émissions. Face à l'hégémonie de Netflix sur le marché de la vidéo-à-la-demande par abonnement, d'autres multinationales des secteurs des industries créatives, des télécommunications et du commerce en ligne se lancent dans la distribution et l'exploitation de films et séries télévisées par Internet. Ce phénomène concerne notamment les multinationales comme Google, Apple, Facebook et Amazon, mais également des conglomérats du divertissement NBCUniversal, WarnerMedia et The Walt Disney Company. Par ailleurs, certaines chaînes de télévision françaises proposent des offres destinées à concurrencer Netflix (comme les chaînes du service public France Télévision avec leur service france.tv).
La première offre à concurrencer Netflix est Hulu, qui est un service commun à The Walt Disney Company, 21st Century Fox, NBCUniversal et WarnerMedia fondé en 2007. Ensuite, Amazon a créé sa filiale Amazon Studios en 2016 et lancé une offre de vidéo-à-la-demande par abonnement (Prime Video) incluse dans son abonnement annuel à Amazon Prime qui compte 100 millions d'abonnés en avril 2018. Aussi, Facebook a lancé à l'été 2017 la plateforme à usage gratuit Facebook Watch dont les contenus sont adaptés au visionnage sur des écrans de smartphones grâce à leur courte durée (de dix à trente minutes). L'objectif de Facebook est d'engranger des revenus publicitaires supplémentaires. De son côté, Google, par l'intermédiaire de YouTube, a commencé en mai 2018 à diffuser des contenus en flux continu grâce à un abonnement mensuel incluant également une souscription à un service musical en flux continu. The Walt Disney Company prévoit de renforcer son implication dans le secteur de la vidéo-à-la-demande par abonnement à l'automne 2019 en lançant Disney+, plateforme regroupant des contenus issus des filiales de la société (Lucasfilm, Marvel Entertainment, 20th Century Fox, National Geographic Channel, etc.).
Face à une concurrence grandissante, la plateforme de streaming souhaite garder un temps d'avance et annonce un investissement 10 % plus important en 2021 qu'en 2020. Le budget est alloué aux propres productions de Netflix.
Le 16 mars 2022, Netflix annonce la volonté de faire payer le partage de mots de passe à ses abonnés pour les partages en dehors d'un même foyer. Une stratégie payante pour la firme, puisqu'elle lui rapporte près de 6 millions de nouveaux abonnés entre mai et juillet 2023.

## Affaires judiciaires
Le 5 novembre 2024, une perquisition est faite chez Netflix à Paris et à Amsterdam pour des soupçons de blanchiment de fraude fiscale et travail dissimulé,.

## Critiques

### Accusations de transphobie
En octobre 2021, des membres de la communauté LGBT+ ont pointé l'incohérence entre l'image progressiste que la plateforme veut donner via la forte visibilité LGBT+ dans ses séries et la propagation de discours transphobes à laquelle elle participe en diffusant un sketch transphobe de l'humoriste Dave Chappelle.
Terra Field, employée de Netflix, déclare à ce propos via son compte Twitter : « Ce contre quoi nous protestons c'est le mal que ce contenu fait à la communauté trans (spécialement aux personnes trans de couleur) et TRÈS spécifiquement aux femmes trans noires. Les gens comme moi ne se font pas tuer. Je suis une femme blanche, ma source d'inquiétude, c'est quand on écrit « Tara » sur mon gobelet au Starbucks. Promouvoir l'idéologie TERF (ce qui est ce que nous avons fait en offrant une plateforme [à Dave Chappelle, ndlr]) blesse directement les personnes trans, ce n'est pas un acte neutre. Ce n'est pas un débat avec deux côtés. C'est un débat entre des personnes trans qui veulent être vivantes et des gens qui ne veulent pas que nous le soyons ». À la suite de cela, elle, ainsi que plusieurs autres personnes s'étant exprimées sur le sujet ont été suspendues.
De son côté, l'entreprise a démenti les avoir renvoyées en raison de leur prise de position et a affirmé que ces personnes auraient tenté d'assister à une réunion à laquelle elles n'ont pas été conviées et a déclaré à propos du spectacle concerné qu'il ne coche pas la case de l'incitation à la haine ou à la violence, tout en reconnaissant que « distinguer le commentaire du propos haineux est difficile, particulièrement avec le stand-up qui existe pour repousser les limites ».
Jaclyn Moore, showrunneuse de la série Dear White People, a annoncé qu'elle ne travaillerait plus avec la plateforme.

### Accusations de non-conformité aux valeurs islamiques et sociétales
En septembre 2022, Netflix a reçu une demande par les pays du Golfe à supprimer le contenu jugé contraire aux « valeurs islamiques et sociétales ». Les pays du Golfe ont menacé la plate-forme d'abonnement vidéo à la demande avec une action en justice. Selon des médias saoudiens, ce sont les scènes comportant des personnages LGBT qui sont ainsi accusées de « promouv[oir] l’homosexualité ». Netflix n'est pas la seule entreprise visée dans ces pays. Par exemple, en juin 2022, Buzz l'Éclair, un film d'animation de Pixar Studios qui comporte une brève scène de baisers entre deux femmes, est interdit aux Émirats arabes unis. En avril 2022, l'Arabie saoudite a demandé à Disney de supprimer les références LGBTQ du film Doctor Strange in the Multiverse of Madness et en a interdit la diffusion à la suite du refus de Disney de s'y conformer,.

### Inde
En 2022, la plate-forme renonce à diffuser le film de Dibakar Banerjee, qu'elle a elle-même produit, en raison d'une pression exercée par les nationalistes hindous.

### Abandon d'un personnage Non-binaire et série complotiste sur l'avion MH 370
La sixième saison de Ridley Jones (en), dessin animé destiné aux enfants, est abandonnée le 6 mars 2023 à la suite de l'apparition d'un personnage non binaire et ce malgré les regrets de sa créatrice Chris Nee,. Toujours en mars 2023, la série documentaire MH370 : L'avion disparu traitant de la disparition du Vol Malaysia Airlines 370 est critiquée lors de sa diffusion pour relayer des thèses complotistes,.